# Леннокс, Сара
Леди Сара Леннокс (англ. Lady Sarah Lennox; 14 февраля 1745 — август 1826) — младшая и самая скандально известная из сестёр Леннокс, дочерей Чарльза Леннокса, 2-го герцога Ричмонд (незаконного потомка короля Англии Карла II).

## Биография

### Ранняя жизнь
После смерти обоих родителей, 6-летняя леди Сара была передана под опеку своей старшей сестры Эмили и воспитывалась в Ирландии. В возрасте тринадцати лет Сара переехала в Лондон в дом ещё одной старшей сестры, леди Кэролайн Фокс. Будучи с детства любимицей короля Георга II, Сара вскоре была представлена ко двору, где она и привлекла внимание принца Уэльского (будущего короля Георга III), с которым познакомилась ещё ребёнком. Молодой король был очарован 15-летней Сарой, к тому же её семья поощряла их отношения. Несмотря на внимание короля, Сара также питала чувства к лорду Ньюбаттлу, внуку Уильяма Керра, 3-го маркиза Лотиана. Хотя её семье удалось убедить девушку порвать с Ньюбаттлом, советники короля, в особенности Джон Стюарт, 3-й граф Бьют, отговорили монарха от сомнительной партии с девушкой некоролевской крови. Король попросил леди Сару быть одной из десяти подружек невесты на его свадьбе с принцессой Шарлоттой Мекленбург-Стрелицкой.

### Первый брак
Леди Сара отклонила предложение руки и сердца Джеймса Хэя, 15-го графа Эрролла, и 2 июня 1762 года в Лондоне вышла замуж за Чарльза Банбери, старшего сына преподобного сэра Уильяма Банбери, 5-го баронета. В 1764 году он стал 6-м баронетом.
В время брака Сара завела роман с лордом Уильямом Гордоном, вторым сыном герцога Гордона, и в 1768 году родила от него внебрачную дочь. Сэр Чарльз не сразу отрёкся от ребёнка и девочка была наречена Луизой Банбери. В феврале 1769 года леди Сара и лорд Уильям вместе сбежали, забрав с собой младенца. Тем не менее, лорд Уильям вскоре оставил Сару, а сэр Чарльз отказался принять жену назад. Она была вынуждена вместе с ребёнком поселиться в доме своего брата, а её муж подал прошение о разводе на основании супружеской неверности. Леди Сара всеми силами противилась разводу, и развод состоялся лишь спустя семь лет, 14 мая 1776 года.

### Второй брак
27 августа 1781 года леди Сара вышла замуж за достопочтенного Джорджа Нейпира (1751-1804). В этом браке родились восемь детей:
- генерал сэр Чарльз Джеймс Нейпир (10 августа 1782 — 29 августа 1853), женился на Элизабет Оукли в апреле 1827 года, повторно женился на Фрэнсис Филипп в 1835 году.
- Эмили Луиза Августа Нейпир (11 июля 1783 — 18 марта 1863); вышла замуж за генерал-лейтенанта сэра Генри Банбери, 7-го баронета (племянник первого мужа её матери) в 1830 году.
- генерал-лейтенант сэр Джордж Томас Нейпир (30 июня 1784 — 8 сентября 1855), женился на Маргарет Крейг в 1812 года (пятеро детей), повторно женился на Фрэнсис Бленкоу в 1839 году.
- генерал-лейтенант сэр Уильям Фрэнсис Патрик Нейпир (17 декабря 1785 — 12 февраля 1860), женился на Кэролайн Фокс (внучке своей тётки леди Кэролайн Фокс) в 1812 году, пятеро детей;
- Ричард Нейпир (1787 — 13 января 1868), женился на Анне Луизе Стюарт в 1817 году;
- капитан Генри Эдвард Нейпир (5 марта 1789 — 13 октября 1853), женился на Кэролайн Беннетт,  от которой было трое детей;
- Кэролайн Нейпир (1790—1810), умерла в возрасте двадцати лет;
- Сесилия Нейпир (1791—1808), умерла в возрасте семнадцати лет.

## В кинематографе
В 1999 году на BBC One вышел мини-сериал «Аристократы», рассказывающий про жизнь сестёр Леннокс. Роль леди Сары исполнила британская актриса Джоди Мэй.